# 海南小飞鼠
海南小飞鼠（学名：Hylopetes phayrei）也称中印飞鼠、菲氏林飞鼠，一种分布于东南亚中南半岛及中国南方地区的啮齿动物，隶属于松鼠科鼯鼠族（中国大陆学术界一般视为鼯鼠科）箭尾飞鼠属。

## 形态特征
海南小飞鼠是体型很小的一种鼯鼠，体长仅12～17厘米。身体背部呈赤褐色或灰黑色，皮翼黑褐色具白色边缘；颏、喉及上臂腹面纯白色。眼眶黑色。耳大，耳壳后侧面有白斑。

## 亚种
- 中印飞鼠指名亚种（学名：Hylopetes phayrei phayrei），愛德華·布萊思于1859年命名。
- 中印飞鼠海南亚种（学名：Hylopetes phayrei electilis），格洛弗·莫里尔·艾伦（Glover Morrill Allen）于1925年命名，最初被鉴定是新种低泡飞鼠（Petinomys electilis）。[2]

## 保护
本种于2023年被收录入《有重要生态、科学、社会价值的陆生野生动物名录》。